# Nikomedes 1. af Bithynien
Nikomedes 1. (? – ca. 255 f.Kr.) var konge af Bithynien 278 f.Kr. til ca. 255 f.Kr. efter faderen Zipoites.
Ved sin tronbestigelse henrettede han to af sine brødre, mens en tredje, Zipoites, gjorde oprør og tog kontrol med store dele af kongedømmet. Nikomedes hentede hjælp fra de keltiske lejesoldater, galatere, og fik dem bragt til Lilleasien hvor de hjalp ham med at besejre broderen, som han fik likvideret. Hele Bithynien var således under hans kontrol. Galaterne brugte han også i forsvaret mod en invasion fra kong Antiochos 1. af Seleukideriget, hvis invasion blev slået tilbage.
Nikomedes 1. grundlagde byen Nikomedia og skaffede sig mange allierede i det nordlige Lilleasien, bl.a. blandt de græske handelsbyer.
Nikomedes nåede at blive gift to gange, første gange med frygiske Ditizele, med hvem han bl.a. fik sønnen Ziaelas, og med Etazeta, der pressede Nikomedes til at lade de børn han havde med hende arve i stedet for dem af første ægteskab. For at sikre sine mindreårige børn med Etazeta ved sin død, havde Nikomedes gjort bl.a. farao Ptolemaios 2. af Ægypten og kong Antigonos 2. af Makedonien til værger.